# Стів Капуаді
Стів Капуаді (фр. Steve Kapuadi, нар. 30 квітня 1998, Ле-Ман) — французький футболіст конголезького походження, захисник польського клубу «Легія». Виступав також за низку європейських клубів. Володар Кубка Польщі.

## Ігрова кар'єра
Стів Капуаді народився 1998 року в місті Ле-Ман. Займався юнацьких командах бельгійських футбольних клубів «Зюлте-Варегем» і «Гент». У професійному футболі дебютував 2019 року виступами за словацьку команду «Інтер» (Братислава), в якій грав до 2020 року. У 2020 році Капуаді перейшов до іншого словацького клубу «Тренчин», у якому грав до 2022 року.
У 2022 році французький футболіст перейшов до польського клубу «Вісла» (Плоцьк), у якому грав до 2023 року. З 2023 року Стів Капуаді грає у складі іншого польського клубу «Легія». У складі варшавського клубу футболіст у сезоні 2024—2025 років став володарем Кубка Польщі.

## Міжнародна кар'єра
Стів Капуаді має конголезьке походження, та уперше викликаний до збірної Демократичної Республіки Конго 9 травня 2025 року на матчі проти збірних Малі та Мадагаскару.

## Титули і досягнення
- Володар Кубка Польщі (1):

«Легія»: 2024–2025
- Володар Суперкубка Польщі (1):

«Легія»: 2025